# Горбенко, Геннадий Анатольевич
Генна́дий Анато́льевич Горбе́нко (укр. Геннадій Анатолійович Горбенко; 22 сентября 1975, Днепропетровск — 28 марта 2025, Днепр) — украинский легкоатлет, специалист по бегу на короткие дистанции и барьерному бегу. Выступал за сборную Украины по лёгкой атлетике в 1994—2003 годах, чемпион мира среди юниоров, чемпион Универсиады в Тэгу, многократный победитель и призёр первенств национального значения, участник летних Олимпийских игр в Сиднее.

## Биография
Геннадий Горбенко родился 22 сентября 1975 года.
Занимался лёгкой атлетикой в Днепропетровске, представлял Вооружённые силы Украины и спортивное общество «Динамо».
Впервые заявил о себе на международном уровне в сезоне 1994 года, когда вошёл в состав украинской национальной сборной и выступил на юниорском мировом первенстве в Лиссабоне — в зачёте бега на 400 метров с барьерами превзошёл всех соперников и завоевал золотую медаль. Также в этом сезоне впервые стал чемпионом Украины в данной дисциплине.
В 1995 году защитил звание чемпиона Украины. Будучи студентом, представлял Украину на Универсиаде в Фукуоке — в финале 400-метрового барьерного бега финишировал четвёртым. Помимо этого, выступил на чемпионате мира в Гётеборге.
На молодёжном европейском первенстве 1997 года в Турку сошёл с дистанции на предварительном квалификационном этапе.
Начиная с 1999 года в течение семи лет подряд неизменно становился чемпионом Украины в беге на 400 метров с барьерами. Среди прочих достижений этого сезона — серебряная медаль в эстафете 4 × 100 метров на Всемирных военных играх в Загребе.
Благодаря череде удачных выступлений удостоился права защищать честь страны на летних Олимпийских играх 2000 года в Сиднее. В барьерном беге на 400 метров в полуфинале установил свой личный рекорд 48,40, а в решающем финальном забеге финишировал восьмым. В программе эстафеты 4 × 400 метров вместе с соотечественниками Александром Кайдашом, Романом Воронько и Евгением Зюковым в полуфинале установил национальный рекорд Украины 3:02,68, но этого результата оказалось недостаточно для выхода в финал.
После сиднейской Олимпиады Горбенко остался действующим спортсменом и продолжил принимать участие в крупнейших международных стартах. Так, в 2001 году он бежал 400 метров с барьерами на чемпионате мира в Эдмонтоне, но уже в ходе предварительного квалификационного забега сошёл.
В 2003 году на Универсиаде в Тэгу стал пятым в 400-метровом барьерном беге и завоевал золотую награду в эстафете 4 × 400 метров.
Завершил спортивную карьеру по окончании сезона 2006 года.
Умер 28 марта 2025 года в Днепре в возрасте 49 лет.